# Cyprien (métropolite de Kiev)

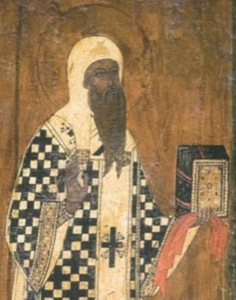
Saint Cyprien.

Cyprien, métropolite de Kiev et de toute la Russie (né en année inconnue, mort le 16 septembre 1406), occupa à deux reprises le premier siège épiscopal des terres russes et ukrainiennes, de 1381 à 1382 et de 1390 à 1406.